# Mechmont
Mechmont ist eine französische Gemeinde mit 126 Einwohnern (Stand 1. Januar 2022) im Département Lot in der Region Okzitanien. Sie gehört zum Kanton Causse et Bouriane und zum Arrondissement Cahors.
Nachbargemeinden sind Montamel im Norden, Ussel im Nordosten, Francoulès im Südosten, Maxou im Süden und Gigouzac im Westen.

## Bevölkerungsentwicklung
| Jahr      | 1962 | 1968 | 1975 | 1982 | 1990 | 1999 | 2008 | 2018 |
| --------- | ---- | ---- | ---- | ---- | ---- | ---- | ---- | ---- |
| Einwohner | 128  | 102  | 105  | 109  | 103  | 105  | 116  | 127  |